# Francinópolis
Francinópolis este un oraș în Piauí (PI), Brazilia.